# Les Piliers du ciel
Pour plus de détails, voir Fiche technique et Distribution.
Les Piliers du ciel (Pillars of the Sky) est un western américain réalisé par George Marshall et sorti en 1956 aux États-Unis.

## Synopsis
Dans l’Oregon, en 1868, plusieurs tribus de natifs américains ont été placées dans une réserve au nord de la rivière Snake. Le docteur Holden y a fait construire une église, et de nombreuses tribus ont accepté le christianisme et les noms chrétiens. Le Sergent Emmett Belle est chargé d’y maintenir l’ordre.
Quand la cavalerie, sous le commandement du Colonel Stedlow arrive, construit un pont sur une rivière et essaie d’ouvrir une route à travers la réserve vers le nord, certains des chefs des tribus sentent que l’on viole leur traité. Alors que la cavalerie fait route vers la réserve, Kamiakin désire mener les tribus à la bataille contre les blancs qui veulent empiéter sur leur territoire.

### Anachronisme
A noter que dans le film on fait référence à des activités de la Croix Rouge. Il faut dire que c'est une erreur de la réalisation du film. En effet La Croix Rouge a été créée à Genève en 1863. Une branche de cette dernière a été créée aux Etats-Unis en 1881, or le film se déroule en 1868.

## Fiche technique
- Titre : Les Piliers du ciel
- Titre original : Pillars of the Sky
- Réalisation : George Marshall
- Scénario : Sam Rolfe et Heck Allen
- Production : Robert Arthur
- Société de production : United International Pictures
- Société de distribution : Universal Pictures
- Musique : William Lava et Heinz Roemheld
- Photographie : Harold Lipstein
- Montage : Milton Carruth
- Direction artistique : Alexander Golitzen et Bill Newberry
- Décors : Oliver Emert et Russell A. Gausman
- Costumes : Rosemary Odell
- Pays de production : États-Unis
- Format : Couleurs - 2,35:1
- Genre : Western
- Durée : 95 minutes
- Pays de production :  États-Unis
- Langue originale : Anglais
- Date de sortie : 12 octobre 1956

## Distribution
- Jeff Chandler (VF : René Arrieu) : Premier Sergent Emmett Bell
- Dorothy Malone (VF : Jacqueline Maillan) : Calla Gaxton
- Ward Bond (VF : Pierre Morin) : Docteur Joseph Holden
- Keith Andes (VF : André Falcon) : Capitaine Tom Gaxton
- Lee Marvin (VF : Jacques Degor) : Sergent Lloyd Carracart
- Sydney Chaplin (VF : Gamil Ratib) : Timothy
- Willis Bouchey (VF : Jacques Berlioz) : Colonel Edson Stedlow
- Michael Ansara (VF : Georges Aminel) : Kamiakin
- Olive Carey : Madame Anne Avery
- Charles Horvath (VF : Alexandre Rignault) : Sergent Dutch Williams
- Orlando Rodriguez (VF : Jacky Gencel) : Malachi
- Glen Kramer (VF : Serge Lhorca) : Lieutenant Winston
- Floyd Simmons : Lieutenant Hammond
- Pat Hogan : Jacob
- Felix Noriego : Lucas
- Paul Smith : Morgan
- Martin Milner : Waco
- Robert Ellis : Albie
- Ralph Votrian : Music
- Walter Coy (VF : Gérard Férat) : Major Donahue
- Alberto Morin (VF : Georges Hubert) : Sergent Major Frenchy Desmonde
- Richard Hale (VF : Georges Aminel) : Isaiah
- Frank DeKova : Zachariah
- Terry Wilson :  Capitaine Fanning
- Philip Kieffer : Major Randall
- Gilbert Conner : Elijah